# The New York Times Company

The New York Times Company.

The New York Times Company este o companie media americană, care deține ziarul The New York Times. Compania mai deține ziarele International Herald Tribune și The Boston Globe precum și site-ul About.com.
De-a lungul timpului, publicațiile companiei au primit în total un număr de 117 premii Pulitzer, mai mult decât oricare altă companie media.
Număr de angajați în 2007: 10.231
Rezultate financiare (milioane dolari)
| An               | 2007  | 2006  | 2005  | 2004  | 2003  |
| ---------------- | ----- | ----- | ----- | ----- | ----- |
| Cifra de afaceri | 3.195 | 3.290 | 3.231 | 3.159 | 3.091 |
| Venit net        | 208   | -543  | 253   | 287   | 294   |